# Церква Святого Пантелеймона (Гонятичі)
Церква Святого Пантелеймона — стародавня дерев'яна тризрубна триверха церква XIX у селі Гонятичі Миколаївського району Львівської області. Належить до УГКЦ.

## Історія
Перша письмова згадка про церкву в селі походить з 1649 року.
В 1717 році  за кошти панського двору постала нова дерев'яна церква. Сучасна — збудована у 1872 році. Але, за іншими даними церкву датують 1802 роком, тому мешканці села у 2002 році святкували 200-ліття святині.
По другій світовій війні діюча.
Радянська влада силоміць закрила церкву, знищила дзвони.
Та наприкінці 1980-х років село відродило храм Божий.
Ремонтована на початку 1990-х років. З південного-заходу від церкви існує надбрамна кам'яна дзвіниця. 

## Опис церкви
Дерев'яна трибанна церква святого Пантелеймона в селі Гонятичі є одним із типових зразків народної архітектури галицької архітектурної школи. Про цю сакральну споруду говорить тогочасний інвентарний опис (1810 р.). Храм зведений з дубового дерева довжиною 6, а шириною 2,6 сажнів, має 3 вікна.

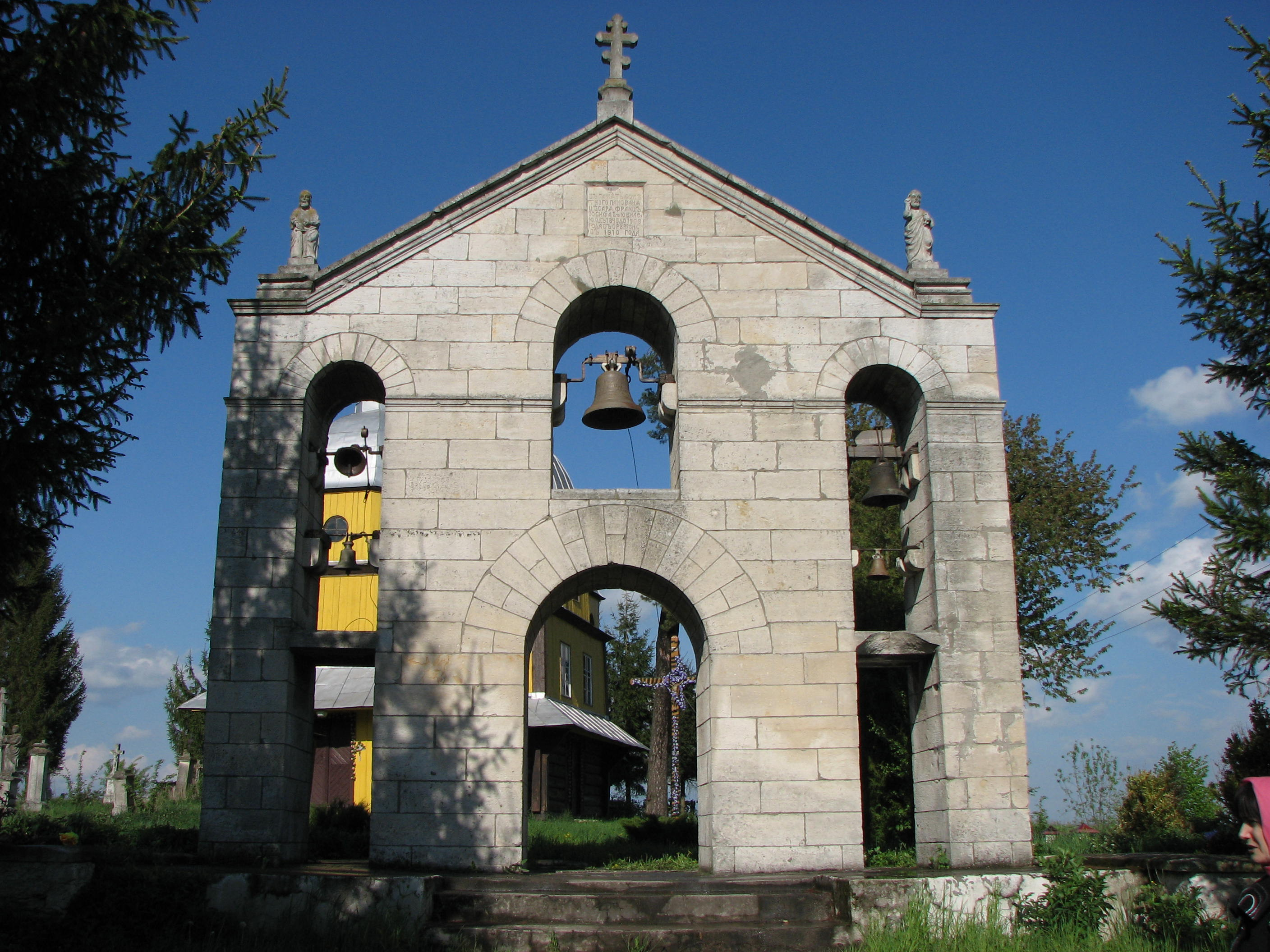
Дзвінниця храму

Згідно із описом інвентаря церкви 1810 року на церковному подвір'ї до Служби Божої парафіян закликали три дзвони вагою 60, 30 і 25 фунтів.